# صفحة أمامية وصفحة خلفية

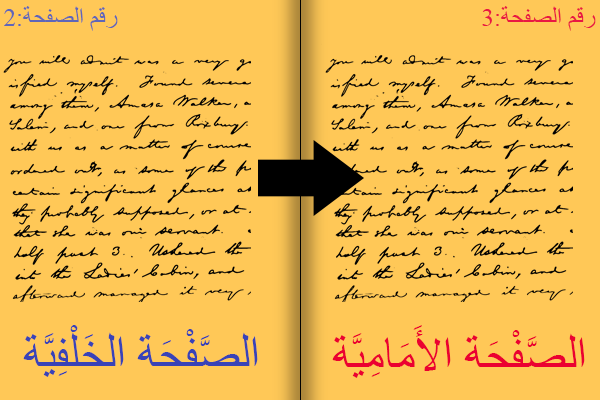
رسم توضيحي للصفحات الأمامية والخلفية في الكتب ذات اللغات المكتوبة من اليسار إلى اليمين مثل الإنجليزية، تظهر فيه الصفحة الأمامية على اليمين، والخلفية على اليسار. كما يشير السهم إلى اتجاه القراءة، حيث تأتي الصفحة الخلفية قبل الأمامية في تسلسل الكتاب.

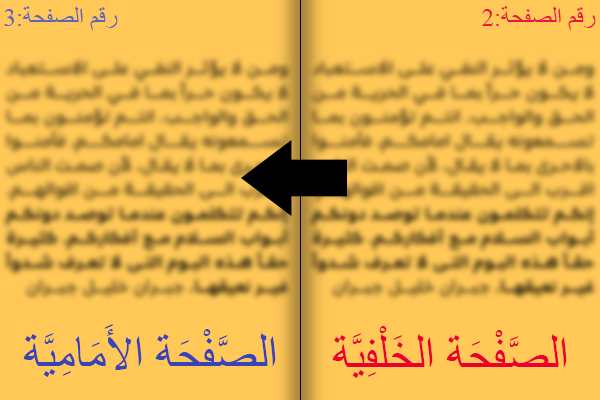
رسم توضيحي للصفحات الأمامية والخلفية في الكتب ذات اللغات المكتوبة من اليمين إلى اليسار مثل العربية، تظهر فيه الصفحة الأمامية على اليسار، والخلفية على اليمين. كما يشير السهم إلى اتجاه القراءة، حيث تأتي الصفحة الخلفية قبل الأمامية في تسلسل الكتاب.

عند النظر إلى صَفْحَتَيْن مُتَقَابٍلَتَيْن في كتاب أو مخطوط ما، تكون الصفحة الأَمَامِيَّة (بالإنجليزية: Recto) هي الصفحة اليُمْنَى إذا كان الكتاب مكتوبًا بإحدى اللغات التي تكتب من اليسار إلى اليمين مثل الإنجليزية، واليُسْرَى في اللغات التي تُكْتَب من اليَمين إلى اليسار مثل العربية. أما الصفحة الخَلفِيّة (بالإنجليزية: Verso) فتكون اليسرى في اللغات المكتوبة من اليسار، واليُمْنَى في اللغات المكتوبة من اليمين. ودائمًا ما تكون الصفحة الخلفية هي الأولى في القراءة وفي تَسَلْسُل الكتاب، وتَلِيها الصفحة الأمامية.
في علم المخطوطات، وكذلك في المطبوعات القديمة، لا تٌرَقَّم كل صفحة على حِدَى، إنما الترقيم على أساس المَطْوِيَّة، والمطوية هي طَبَق من الورق يتكون من صفحتين متقابلتين. هذا يعني أن كل صفحتين أو وَرَقَتَيْن مُتَقَابِلَتَيْن في المخطوطة تٌعْطَيَان رَقَمًا واحدًا. وكل مطويَّة تنقسم إلى صفحتين: أمامية(م)وخلفية(خ).وللإشارة إلى صفحة بعينها يجب ذِكْر رقم المطوية مع نوع الصفحة. ومن الأمثلة على ذلك:
- المطوية 2خ: الصفحة الخلفية من المطوية 2.
- المطوية 5م: الصفحة الأمامية من المطوية 5.
- المطويات 2خ-5م: الصَّفَحات من الصفحة الخلفية من المطوية الثانية، وحتى الصفحة الأمامية من المطوية الخامسة.

## أصل التسمية والاختلاف مع اتجاه اللغة
لعل اختلاف أماكن الصفحات الأمامية والخلفية باختلاف اتجاه كتابة اللغة يُوَلِّد ارتباكًا عند البعض، فالصفحات الأمامية تكون هي الصفحة اليُمْنَى في المَطْوَيَّة إذا كانت المطوية مكتوبة بإحدى اللغات التي تكون كتابتها من اليسار إلى اليمين، وتكون هي اليُسْرَى في المطوية إن كانت لغتها تبدأ من اليمين. والأمر بالعكس بالنسبة للصفحة الخلفية.
يعود اختلاف أماكن الصفحات إلى أن أصل تسميتها لا يعود إلى المطوية، فالمصطلحان بالأصل لم يُطْلَقَا على صَفْحَتَيْ المطوية المتقابلتين، إنما أُطْلِقَا على الورقة المطبوعة على وَجْهَين، حيث أنَّها تَشَكِّل صفحتين: أمامية وخلفية، ومن هنا جاءت التسمية. والجدير بالذكر هنا هو أن صفحة غلاف الكتاب تكون دائمًا صفحة أمامية. وإننا حينما نَقْلِب صفحة من الكتب ذات اللغات المكتوبة من اليمين لليسار للانتقال للصفحة التي تَلِيها، فإننا نقلبها لليمين، أي أن الصفحة المقلوبة تصبح جهة اليمين وظاهرٌ منها وجهها الخلفيّ. بالتالي عندما نقلب صفحة الغلاف الأمامية، يصبح وجهها الخلفيّ لليمين، وتكون الصفحة اليسرى المقابلة لها هي الوجه الأمامي من الصفحة التي تليها.
وينعكس الأمر في اللغات التي تكتب من اليسار لليمين، حيث أن الصفحة المقلوبة تُصْبِح على اليسار ظاهرًا وجهها الخلفي، وتكون الصفحة اليمنى المقابلة لها هي الوجه الأمامي من الصفحة التالية.

## الاستخدام
اسْتُخْدِمَت الصفحات الأمامية والخلفية في عمليات الطباعة، حيث كان ترقيم الصفحات في الكتب قائمًا على أساس المطويات، وهنا نحن نتحدث عن الكتب المطبوعة باستخدام الطباعة الآلية، التي امتلكت القدرة على الطباعة على الوجهَيْن لكل ورقة، ذلك بعكس أساليب الطباعة الخَشَبِيَّة الآسيوية القديمة، التي يجب فيها فَرْك الصفحة المُرَاد طباعتها بالخشب المغطى بالحبر كي تَنْطَبِع الصورة عليها، ولا يكون الفرك إلا بالضغط على الجهة الخلفية من الصفحة، بالتالي لا يمكن إلا الكتابة على جانب واحد. وكان من الممكن التمييز بين الصفحات الأمامية والخلفية من خلال التعليقات التوضيحية المُسْتَمَدَّة من أساليب الكتب العلمية، التي تكون مفيدة بشكل كبير عند ترجمة الكتب بأكثر من لغة ووضع الترجمات المختلفة في نفس الإصدار المطبوع.
ويمكن استخدام مُصْطَلَحَيْ الصفحة الأمامية والخلفية لوصف الأعمال الفنية التي تُجَسَّد على مَطْوِيَّة، خصوصًا الرسوم. فالرسمة ذات الصفحتين تكون مرسومة على جانِبَي طَبَق من الورق موجود على كتابٍ للرسم مثلًا، وغالبًا لا يكون هناك تمييز بين الصفحة الأمامية والخلفية فيها. هناك بعض الأعمال الفنية التي تستغل جانِبَيْ الورق، ولكن في أغلب الأحيان، تُسْتخدم كل صفحة لوضع عمل فني مستقل عليها. السبب في استخدام الفنان لوَجْهَيْ المطوية هو ارتفاع أسعار الورق في الماضي، وحتى في وقتنا الحاضر، فورق الرسم عالي الجودة أغلى بكثير من الورق العادي.
استنادًا إلى قواعد نَشْر الكتب: اعْتُبِرَت أول صفحة في الكتاب على أنها صفحة أماميّة، وفي بعض الأحيان كان الأمر مُمَاثِلًا بالنسبة للصفحات الأولى للأقسام والفصول داخل الكتاب. وبناءًا على ذلك، فقد امتلكت جميع الصفحات الأمامية أرقامًا فردية، وعلى العكس من ذلك، امتلكت جميع الصفحات الخلفية أرقامًا زوجية.
تَسْتَخْدِم العديد من المخطوطات والكتب المطبوعة قديمًا الترقيم الخاص بالمطوية أو طَبَق الورق بدلًا من ترقيم كل صفحة على حِدَى، حتى أن ذلك تَضَمَّن بعض كتب القرن السادس عشر (مثل كتاب عقود آسيا للمؤرخ البرتغالي جواو دي باروس). بالتالي، كان لكل مَطْوِيّة رقم تسلسلي خاص يظهر على صفحتها الأماميَّة، بينما لم تمتلك الصفحة الخَلْفِيَّة أية أرقام. وكان هذا النظام شائعًا كثيرًا في التقارير الداخلية للمؤسسات خلال القرن العشرين، ذلك قبل وصول الطابعات القادرة على طباعة الورق على الوجهين.